# Hiroshi Azuma
Hiroshi Azuma (født 15. maj 1987) er en japansk fodboldspiller, som spiller for den japanske fodboldklub AC Nagano Parceiro.